# Ceyreste
Pour l’article ayant un titre homophone, voir Céreste-en-Luberon.
Ceyreste (en provençal, Ceirèsto ou Ceiresta) est une commune française dans le département des Bouches-du-Rhône à la limite du département du Var en région Provence-Alpes-Côte d'Azur. Elle est limitrophe de la ville de La Ciotat avec qui elle partage le point commun d'appartenir à la Métropole Aix-Marseille-Provence (AMP).

## Géographie

### Localisation
Ceyreste se situe en Provence, dans le département des Bouches-du-Rhône, au nord-nord-est de la commune de La Ciotat. De ce fait, elle se situe à moins de 3,5 km de la mer Méditerranée.

### Communes limitrophes
Les communes limitrophes sont  Cassis, La Cadière-d'Azur, La Ciotat et Roquefort-la-Bédoule.

### Géologie et relief
Située dans l'ouest du synclinal du Beausset et s'étendant sur une sorte de cuvette rocheuse, la commune est délimitée au sud-ouest par une ligne de crête qui part du Petit Roumagoua, un lieu-dit voisin de La Ciotat et se dirige vers le nord-ouest jusqu'aux collines du pas d'Ouillier, puis au nord par les crêtes de Roquefort et la forêt de Font Blanche. À l'est la limite est constituée par le plateau du Grand Caunet et se poursuit jusqu'à La Cadière-d'Azur. Au sud-est, les vallons du Revers de Boquié puis de la Louisianne marquent la frontière avec le département du Var et le territoire oriental de La Ciotat. Le village de Ceyreste s'allonge du nord-est au sud-ouest et est construit le long de la route départementale 3, à proximité de vallons rocheux et escarpés tels que le vallon du Pélengarri. Ces derniers jouissent d'un climat sec en été mais sont cependant bien irrigués en hiver.
Le domaine forestier est essentiellement constitué de pinède sèche, le sous-sol et le relief très rocheux et calcaire limite les zones herbeuses étendues, si bien qu'à de nombreux endroits, des restanques aménagées aux XIXe siècle permirent le développement de l'agriculture, principalement de lentilles, d'oliviers et de vignes.

### Hydrographie

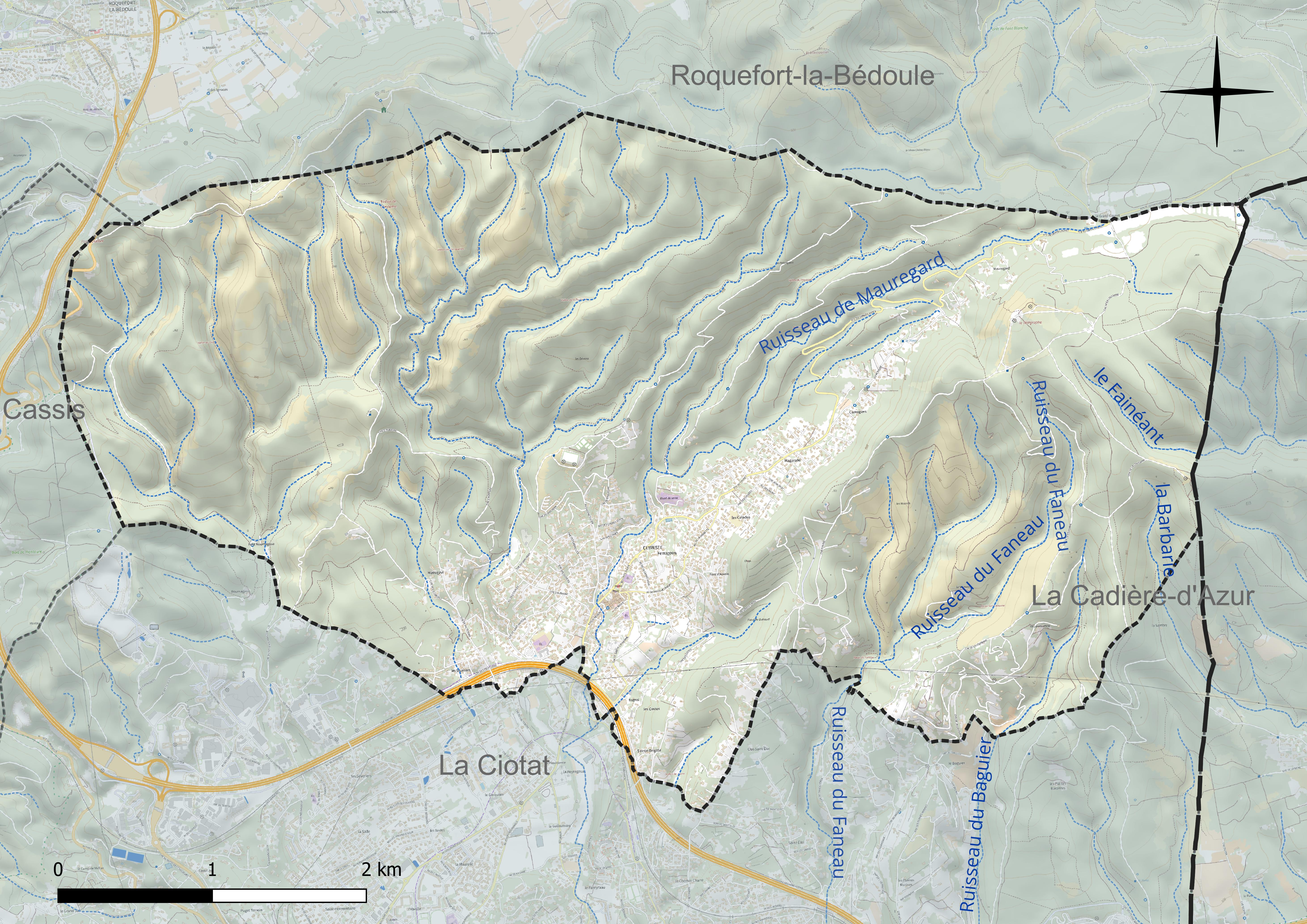
Réseau hydrographique de Ceyreste.

La commune est parcourue en surface par des cours d'eau temporaires ravinant à travers les vallons escarpés. D'un point de vue hydrologique Ceyreste appartient à l'unité du Beausset qui s'étend de Toulon à Marseille et qui forme une réserve d'eau souterraine.

### Climat
Pour des articles plus généraux, voir Climat de Provence-Alpes-Côte d'Azur et Climat des Bouches-du-Rhône.
En 2010, le climat de la commune est de type climat méditerranéen franc, selon une étude du Centre national de la recherche scientifique s'appuyant sur une série de données couvrant la période 1971-2000. En 2020, Météo-France publie une typologie des climats de la France métropolitaine dans laquelle la commune est exposée à un climat méditerranéen et est dans la région climatique  Provence, Languedoc-Roussillon, caractérisée par une pluviométrie faible en été, un très bon ensoleillement (2 600 h/an), un été chaud (21,5 °C), un air très sec en été, sec en toutes saisons, des vents forts (fréquence de 40 à 50 % de vents > 5 m/s) et peu de brouillards. 
Pour la période 1971-2000, la température annuelle moyenne est de 14,8 °C, avec une amplitude thermique annuelle de 15,5 °C. Le cumul annuel moyen de précipitations est de 647 mm, avec 5,1 jours de précipitations en janvier et 1,4 jours en juillet. Pour la période 1991-2020, la température moyenne annuelle observée sur la station météorologique de Météo-France la plus proche, « Cassis », sur la commune de Cassis à 7 km à vol d'oiseau, est de 15,3 °C et le cumul annuel moyen de précipitations est de 614,6 mm. 
La température maximale relevée sur cette station est de 39,1 °C, atteinte le 1er août 2020 ; la température minimale est de −7,7 °C, atteinte le 11 février 2012,,. 
Les paramètres climatiques de la commune ont été estimés pour le milieu du siècle (2041-2070) selon différents scénarios d'émission de gaz à effet de serre à partir des nouvelles projections climatiques de référence DRIAS-2020. Ils sont consultables sur un site dédié publié par Météo-France en novembre 2022.

## Urbanisme

### Typologie
Au 1er janvier 2024, Ceyreste est catégorisée ceinture urbaine, selon la nouvelle grille communale de densité à 7 niveaux définie par l'Insee en 2022.
Elle appartient à l'unité urbaine de Toulon, une agglomération inter-départementale dont elle est une commune de la banlieue,. Par ailleurs la commune fait partie de l'aire d'attraction de Marseille - Aix-en-Provence, dont elle est une commune de la couronne,. Cette aire, qui regroupe 115 communes, est catégorisée dans les aires de 700 000 habitants ou plus (hors Paris),.

### Occupation des sols

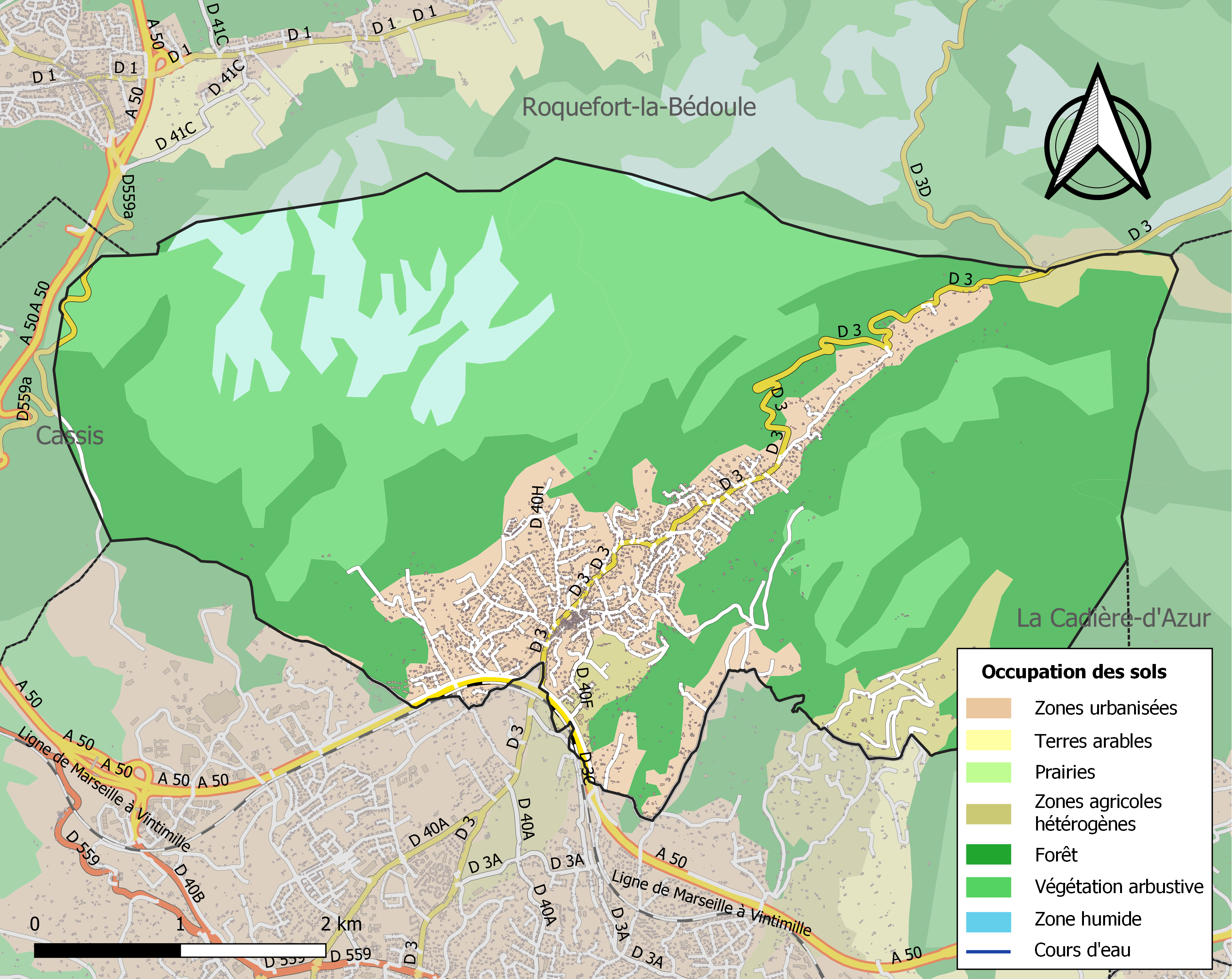
Carte des infrastructures et de l'occupation des sols de la commune en 2018 (CLC).

L'occupation des sols de la commune, telle qu'elle ressort de la base de données européenne d’occupation biophysique des sols Corine Land Cover (CLC), est marquée par l'importance des forêts et milieux semi-naturels (81,2 % en 2018), en diminution par rapport à 1990 (82,4 %). La répartition détaillée en 2018 est la suivante : 
forêts (39,3 %), milieux à végétation arbustive et/ou herbacée (35,1 %), zones urbanisées (14,3 %), espaces ouverts, sans ou avec peu de végétation (6,8 %), zones agricoles hétérogènes (4,5 %). L'évolution de l’occupation des sols de la commune et de ses infrastructures peut être observée sur les différentes représentations cartographiques du territoire : la carte de Cassini (XVIIIe siècle), la carte d'état-major (1820-1866) et les cartes ou photos aériennes de l'IGN pour la période actuelle (1950 à aujourd'hui).

### Voies de communications et transports
Les voies de communications de Ceyreste sont uniquement terrestres.

#### Transports routiers
La principale voie d'accès est la route départementale 3 qui coupe la ville sur un axe sud-nord. Elle prend le nom de « boulevard Alphonse-David » dans le centre-ville où la vitesse est limitée à 30 km/h.
Une multitude de chemins relient La Ciotat et Ceyreste.
Une unique ligne d'autobus assure la liaison Ceyreste - La Ciotat le long de la D 3, permettant également de rallier la gare de La Ciotat.

#### Transports ferrés
De nos jours, la gare de La Ciotat - Ceyreste permet de rallier Marseille ou Toulon via des TER. Il subsiste cependant, entre La Ciotat et l'entrée de Ceyreste, une ancienne station de tramway. À l'époque prospère des chantiers navals de La Ciotat, cette petite gare permettait une liaison rapide depuis le village de Ceyreste jusqu'au cœur de la ville de La Ciotat, et jusqu'aux chantiers navals pour les ouvriers. Le service était assuré par la Régie départementale des chemins de fer et tramways électriques des Bouches-du-Rhône. La ligne, électrifiée en 1935, fut fermée au trafic voyageurs en 1955. Seuls circulèrent alors quelques wagons de marchandises destinés aux chantiers navals. À la fermeture de ces derniers en 1987, l'exploitation de la ligne sera abandonnée.

## Toponymie
Ceyreste est appelée « Ceirèsto » en provençal selon la norme mistralienne et Ceiresta selon la norme classique. Dans l'ancien provençal les écritures étaient Ceyresta, Ceresta et Sezeresta d'après Frédéric Mistral. Il ajoute également plusieurs forment latines comme Cesarista, Cesaresta et d'autres provenant du grec Kitharista.
Il est possible que « Ceyreste » provienne du latin « Cesarista », mais deux autres éventualités ont été évoquées par Frédéric Mistral, Marcel Pagnol et Tony Marmottans :
- que Κιθαρίστα (« Kitharista », signifiant « cithariste ») soit un nom grec, ou bien l'hellénisation d'un nom ligure, peut-être en lien avec le bruissement des vents autour du Bec de l'Aigle, de Saint-Cyr et dans la large vallée s'ouvrant sur la baie (notamment lorsque souffle le fort vent du nord-ouest que les Ligures et les Grecs marseillais appelaient « Κέρτιος » : « Kertios », en provençal « Cers ») ;
- que la villa Cezireste mentionnée au XIe siècle provienne de l'arabe الجزائر (« al-Jazā'ir », signifiant « les îles ») ; le nom ne serait alors pas antique mais daterait des invasions sarrasines du IXe siècle.

## Histoire
L'histoire du village de Ceyreste est ancienne, difficile à séparer à celle de sa voisine de la Ciotat.
Initialement, la ville de La Ciotat servait de port d'approvisionnement pour le village de Ceyreste, le golfe d'Amour servant d'abri naturel. Le port se développa rapidement grâce au commerce, puis la séparation à l'époque de Guillaume Dulac scinda finalement véritablement les deux communes.

### Néolithique
Les premiers peuplements avérés sur le territoire de Ceyreste semblent remonter au Néolithique par des tribus celto-ligures en particulier sur l'oppidum dans le vallon de Gendame à l'ouest du village.

### Antiquité et Moyen Âge
Quoi qu'il en soit, la seigneurie appartint aux vicomtes de Marseille du Xe siècle au XIIe siècle, ensuite à la Maison des Baux, dont le château (XIIIe siècle) fut détruit par le duc d'Épernon en 1592, et enfin à l'abbaye Saint-Victor de Marseille au XIVe siècle (siège d'un ancien prieuré dépendant de l'abbaye).

## Politique et administration

### Liste des maires
Ceyreste fait partie du canton de La Ciotat et de la 9e circonscription législative des Bouches-du-Rhône (Aubagne-La Ciotat), dont le député est Bernard Deflesselles.
| Période                                  | Période       | Identité           | Étiquette | Qualité                                                 |
| ---------------------------------------- | ------------- | ------------------ | --------- | ------------------------------------------------------- |
| ?                                        | 1944          | Alexandre Blanc    |           | Nommé conseiller départemental en 1943                  |
| 1945                                     | 1961 ?        | Balthazar Crégut   | SFIO      | Instituteur                                             |
| 1962                                     | janvier 2001  | Georges Blanc      | SE        | Notaire                                                 |
| mars 2001                                | novembre 2012 | André Essayan      | SE        | Agent immobilier                                        |
| novembre 2012                            | En cours      | Patrick Ghigonetto | DVD       | Chef d'entreprise, conseiller départemental depuis 2021 |
| Les données manquantes sont à compléter. |               |                    |           |                                                         |

### Jumelages
La commune de Ceyreste est jumelée avec le village de Val-David au Canada.

### Tendances politiques et résultats
| Scrutin             | Scrutin             | 1er tour | 1er tour | 1er tour | 1er tour | 1er tour | 1er tour | 1er tour | 1er tour  | 1er tour | 1er tour | 1er tour | 1er tour | 2d tour | 2d tour | 2d tour | 2d tour | 2d tour | 2d tour |
| Scrutin             | Scrutin             | 1er      | 1er      | %        | 2e       | 2e       | %        | 3e       | 3e        | %        | 4e       | 4e       | %        | 1er     | 1er     | %       | 2e      | 2e      | %       |
| ------------------- | ------------------- | -------- | -------- | -------- | -------- | -------- | -------- | -------- | --------- | -------- | -------- | -------- | -------- | ------- | ------- | ------- | ------- | ------- | ------- |
| Présidentielle 2017 | Présidentielle 2017 |          | FN       | 26,86    |          | LR       | 26,73    |          | EM        | 19,58    |          | LFI      | 14,65    |         | EM      | 54,95   |         | FN      | 45,05   |
| Présidentielle 2022 | Présidentielle 2022 |          | RN       | 28,71    |          | LREM     | 24,04    |          | LFI       | 14,55    |          | REC      | 12,61    |         | RN      | 51,69   |         | LREM    | 48,31   |
| Législatives 2022   | 9e                  |          | RN       | 27,55    |          | Ren-Ens  | 23,09    |          | LFI-Nupes | 18,29    |          | LR       | 14,52    |         | RN      | 64,17   |         | LFI     | 35,83   |
| Législatives 2024   | 9e                  |          | RN       | 46,19    |          | PS-NFP   | 20,66    |          | Ren-Ens   | 20,21    |          | LR       | 8,16     |         | RN      | 60,78   |         | PS      | 39,22   |

## Personnalités liées à la commune
- Jean-Claude Izzo.

## Population et société

### Démographie
L'évolution du nombre d'habitants est connue à travers les recensements de la population effectués dans la commune depuis 1793. Pour les communes de moins de 10 000 habitants, une enquête de recensement portant sur toute la population est réalisée tous les cinq ans, les populations de référence des années intermédiaires étant quant à elles estimées par interpolation ou extrapolation. Pour la commune, le premier recensement exhaustif entrant dans le cadre du nouveau dispositif a été réalisé en 2005.

En 2022, la commune comptait 4 847 habitants, en évolution de +6,79 % par rapport à 2016 (Bouches-du-Rhône : +2,48 %, France hors Mayotte : +2,11 %).
| 1793 | 1800 | 1806 | 1821 | 1831 | 1836 | 1841 | 1846 | 1851 |
| ---- | ---- | ---- | ---- | ---- | ---- | ---- | ---- | ---- |
| 660  | 638  | 675  | 722  | 700  | 702  | 665  | 620  | 645  |

| 1856 | 1861 | 1866 | 1872 | 1876 | 1881 | 1886 | 1891 | 1896 |
| ---- | ---- | ---- | ---- | ---- | ---- | ---- | ---- | ---- |
| 684  | 729  | 632  | 608  | 610  | 587  | 592  | 629  | 636  |

| 1901 | 1906 | 1911 | 1921 | 1926 | 1931 | 1936 | 1946 | 1954 |
| ---- | ---- | ---- | ---- | ---- | ---- | ---- | ---- | ---- |
| 624  | 553  | 627  | 522  | 559  | 591  | 686  | 562  | 949  |

| 1962  | 1968  | 1975  | 1982  | 1990  | 1999  | 2005  | 2006  | 2010  |
| ----- | ----- | ----- | ----- | ----- | ----- | ----- | ----- | ----- |
| 1 298 | 1 581 | 2 037 | 2 544 | 3 004 | 3 634 | 4 034 | 4 076 | 4 112 |

| 2015  | 2020  | 2022  | - | - | - | - | - | - |
| ----- | ----- | ----- | - | - | - | - | - | - |
| 4 489 | 4 801 | 4 847 | - | - | - | - | - | - |

### Éducation
Ceyreste possède trois établissements scolaires qui dépendent de l'Académie d'Aix-Marseille :
- L'école maternelle publique La Muscatelle (80 élèves)
- L'école élémentaire publique Albert-Blanc (130 élèves)
- L'école primaire Jean-d’Ormesson (150 élèves), inaugurée en juillet 2018 en présence de Françoise et Héloïse d’Ormesson.

### Santé
Ceyreste dispose d'un cabinet médical et d'une pharmacie.
Le centre médical de diététique Les Palmiers accueille des patients atteints d'obésité ou cherchant à rétablir leur équilibre alimentaire.
Pour les pathologies lourdes, Ceyreste dépend principalement des centres hospitaliers de La Ciotat, d'Aubagne et de Marseille.

### Culte
Historiquement et majoritairement de confession chrétienne catholique, les villageois de Ceyreste disposent de plusieurs lieux de culte ou monuments religieux :
L'église du XIIe siècle, consacrée à Saint-Blaise, très bien conservée, rythme le village du son de son clocher majestueux, qui surplombe l'ensemble du village. Située au centre du village, on y accède par un détour donnant sur le parvis en cul-de-sac. Du fait des ruelles étroites et des maisons proches qui l'entourent, l'intérieur de l'église est sombre et reste frais en plein été.
La chapelle Sainte-Croix, située au sommet de la colline proche, dont on a accès à pied, propose un panorama saisissant sur le village, les Crêtes et constitue un véritable balcon sur la baie de la Ciotat, désignée parmi les plus belles baies du Monde en 2019.
Quelques oratoires sont dispersés dans la commune, principalement à des croisements de route, au milieu d'anciens champs.
Le saint patron de la commune est saint Blaise.

## Économie

### Revenus de la population
En 2011, le revenu fiscal médian par ménage était de 38 581 €, ce qui plaçait Ceyreste au 4 138e rang parmi les 31 886 communes de plus de 49 ménages en métropole.

### Entreprises et commerces
L'économie est centrée sur le secteur tertiaire et structurée par un tissu de très petites entreprises, composé de petits commerces et d'artisans du secteur du bâtiment.
En 2011, la majorité des établissements (315 sur 362) n'avaient pas de salarié déclaré.
Entreprises (sièges sociaux actifs) par secteur d'activité au 31 décembre 2011
|                                                              | Nombre | %     |
| ------------------------------------------------------------ | ------ | ----- |
| Ensemble                                                     | 347    | 100,0 |
| Agriculture, sylviculture et pêche                           | 7      | 2,0   |
| Industrie                                                    | 15     | 4,3   |
| Construction                                                 | 48     | 13,8  |
| Commerce, transports, services divers                        | 209    | 60,2  |
| dont commerce et réparation automobile                       | 49     | 14,1  |
| Administration publique, enseignement, santé, action sociale | 68     | 19,6  |

(Source : Insee, CLAP)

## Culture et patrimoine

### Héraldique et devise
| Armes de Ceyreste | Blasonnement : Coupé d'argent à la barre d'azur et de sinople à un lévrier d'argent. Devise : À Ceyreste, qui y va y reste |

### Lieux et monuments
- Église Saint-Blaise de Ceyreste de style roman du XIIe siècle dans le centre du village.
- « Fontaine romaine » dans la rue Louis-Cruvellier.
- Vestiges des murs d'enceinte de l'ancien château.
- Passages couverts appelés « cabarottes ».
- Vestiges non datés de glacières.
- Cabanes en pierre sèche appelées « bories ».
- Six fours à cade répartis sur le territoire de la commune.
- Oppidum dans le vallon de Gendame.
- Château Le Delta, résidence construite par l'armateur Jeanselme à la fin du XIXe siècle, équipée d'une petite tour lui permettant de voir au-delà de la voie ferrée, l'arrivée et le départ de ses navires de commerce.

### Patrimoine naturel
Environ la moitié du territoire ceyresten fait partie du site Natura 2000 « Calanques et îles marseillaises, Cap Canaille et massif du grand Caunet ».
Le territoire ceyresten offre de nombreux points de vue sur la mer (en particulier sur les hauteurs de la commune). Des sentiers et itinéraires de randonnée sont proposés à travers tout le massif.
Les pinèdes préservées accueillent de nombreuses espèces méditerranéennes, pins, chênes, oliviers, lauriers tins, genévriers, etc., et les différences d’ensoleillement à cause du relief ainsi de la diversité des substrats rocheux permettent une impressionnante variété d'écosystèmes de petite taille tout autour de la commune.
Depuis 2017, le vallon de la Chilière a été aménagé et accueille un parc de promenade à destination des familles. Historiquement, ce vallon était un lieu de production d’arbres destinés à la fabrication des mâts de bateaux. Les cyprès, plantés en orgueil, y étaient très nombreux, au point qu’il s’agissait là de la plus grande forêt de cyprès plantés en Europe. Le parc du Vallon de la Chilière met en valeur ce passé historique, tout en offrant un lieu de promenade ombragé et de loisirs (mini rocher d’escalade, parvis et gradins du théâtre de nature, tables et bancs).

### Gastronomie
Ceyreste offre deux spécialités culinaires :
- Une recette spécifique de pompe à l'huile, appelée « galette ceyrestenne » depuis la fin du XXe siècle. Elle n'est produite qu'à la période de fêtes de fin d'année et fait partie des treize desserts. Elle se différencie des autres pompes à l'huile par sa plus grande compacité. Elle a été créée par la famille Julien qui habitait à Ceyreste.
- La torque qui est une brioche aromatisée à l'anis et produite au moment de la fête de la Saint-Blaise et vendue de manière ambulante. Cette brioche devrait son nom au collier gaulois qu'elle rappelle par sa forme.

### Manifestations culturelles et festivités
La mairie et le comité des fêtes organisent les plus grosses manifestations à Ceyreste.
Les évènements notables sont :
- Les fêtes du 14 juillet lors desquelles se déroule une retraite aux flambeaux (le 13), un feu d'artifice et un bal populaire (le 14).
- La fête de la Saint-Blaise (saint protecteur du village), en février, lors de laquelle le village est décoré. Cette fête à une dimension cultuelle avec sa procession, sa messe, la bénédiction de chevaux. Une représentation de danse par des groupes traditionnels en costumes provençaux au son du tambourin et du galoubet est généralement donnée en fin de matinée. C'est à l'occasion de cette fête que sont vendues les brioches à l'anis appelées « torques » qui étaient autrefois vendues en charrette dans la commune.
- Une pratique beaucoup plus récente mais qui tend à devenir traditionnelle est le repas sur les places publiques le soir du 3e vendredi de juillet, précédé d’un concert gratuit en plein air. Cette manifestation prend le nom de « Ceyreste en fête ».
- Les « Ceyrestines », organisées le 14 août au soir, est une fête proposant chaque été une soirée festive et musicale, autour de diverses offres de restauration (foodtrucks).